# Nová Baňa
Pour les articles homonymes, voir Königsberg (homonymie).
Nová Baňa (allemand : Königsberg, hongrois : Újbánya, latin : Regiomontum) est une ville de Slovaquie, située dans la région de Banská Bystrica et dans la région touristique de Pohronie.

## Histoire
La première mention écrite de la ville date de 1334.
Le site était l'une des villes de l'histoire des mines hongroises et slovaques. Cette région minière d’influence germanique comptait sept villes minières de Haute-Hongrie, dans l’actuelle Slovaquie centrale : Újbánya (Nová Baňa), Selmecbánya (Banská Štiavnica), Körmöcbánya (Kremnica), Besztercebánya (Banská Bystrica), Bakabánya (Pukanec), Bélabánya (Banská Belá) et Libetbánya (Ľubietová).

## Démographie

### Évolution de la population
| Année:               | 1994. | 2004.    | 2014.   | 2024.   |
| -------------------- | ----- | -------- | ------- | ------- |
| Nombre de personnes: | 8606  | 7485     | 7529    | 6841    |
| Différence:          |       | -13,02 % | +0,58 % | -9,13 % |

| Année:               | 2023. | 2024.   |
| -------------------- | ----- | ------- |
| Nombre de personnes: | 6858  | 6841    |
| Différence:          |       | -0,24 % |

## Quartiers
- Bukovina
- Chotár
- Nová Baňa
- Stará Huta
- Štále
- Záhrb

## Jumelages
- Mimoň (Tchéquie)